# Stade Dorico
Pour les articles homonymes, voir Dorico.
Le Stade Dorico (en italien : Stadio Dorico), est un stade de football italien situé dans la ville d'Ancône, dans les Marches.
Le stade, doté de 3 000 places et inauguré en 1931, servait d'enceinte à domicile à l'équipe de football de l'Unione Sportiva Anconitana, ainsi qu'à l'équipe de football américain des Dolphins d'Ancône.

## Histoire
Le stade est inauguré en 1931 sur le site d'un ancien centre de tir sous le nom de Campo del Littorio (dénommé ainsi par le régime fasciste).
Le record de fréquentation et de recette du stade a lieu le 14 juin 1992 lors de la 38e et dernière journée de Serie B, au cours d'une victoire 2-0 des locaux de l'AC Ancône sur l'Udinese.
En 1992, année de la première promotion de l'AC Ancône en Serie A, le club change de stade pour s'installer au stade Del Conero, plus grand, avec une meilleure vue et sans piste d'athlétisme.

## Événements
- 9 juillet 1988 : VIIIe Superbowl italien: Frogs de Legnano - Warriors de Bologne (football américain)
- 29 juin 1996 : XVIe Superbowl italien: Phénix de Bologne - Gladiateurs de Rome (football américain)